# Авија B-135
Авија B-135 (чеш. Avia B-135) је чехословачки једномоторни, једносед, нискокрилни моноплан, модерног дизајна ловачки авион. Први лет авиона је извршен 1938. године.

## Пројектовање и развој
Авиа и њен главни конструктор инж. Ф. Новотни су наставили усавршавање авиона Авија B-35 тако да су на трећем прототипу завршили све оно што је планирано основним пројектом, сем уградње снажнијег мотора и отклонили све недостатке уочене при испитивању два претходна прототипа. Његов трећи прототип, Б-35.3, први пут је полетео 26. јуна 1939. Пре почетка програма тестирања, овај авион је изложен као експонат на изложби авијације у Бриселу са ознаком Авија Ав-135. На овом авиону су због уградње увлачећег стајног трапа, промењен облик крила. Главне ноге стајног трапа су опремљене заштитницима и причвршћене за предњу рамењачу крила удаљене од трупа авиона. Површина крила је остала непромењена, али предња ивица више није била елиптична, већ равна. Мотор HS 12Ycrs је остао непромењен, јер се није могло у то време доћи да снажнијег. Авион је користио двокраки метални пропелер Летов Н. Д.43. Авион је био наоружан са два митраљеза калибра 7,92 mm Модел 30, и додат је топ ХС 404 калибра 20 mm. За овај авион је било заинтересовано Бугарско ратно ваздухопловство које је имало искуство са авионима Авија B-534 а и бугарски пилоти су били укључени и при тестирању прототипа авиона Авија B-35 и Авија B-135.

## Технички опис
Према изворима
Труп му је елиптичног попречног пресека. Носећа конструкција трупа је направљена од заварених челичних цеви високе чврстоће. Прамац трупа у пределу мотора до иза кабине пилота је обложен алуминијумским лимом. Изван лимене облоге, цео труп је обложен импрегнираним платном. Пилот је седео у затвореном кокпиту заштићен од спољних утицаја. Прегледност из пилотске кабине је била добра.
Погонска група авиона B-135 састоји од линијског V мотора са 12 цилиндара течношћу хлађен Авиа HS 12Icrs (lic. Hispano Suiza) снаге 633 kW (860 KS) и двокраке вучне металне елисе Летов. Хладњак расхладне течности се налази испод мотора. Резервоари за гориво су се налазили у трупу авиона и два у крилима.
Крила су конзолна самоносива елипсастог облика. Опремњена су крилцима и закрилцима. Конструкција крила је била дрвена обложена шперплочама и алуминијумским лимом. Елерони су били прекривени импрегнираним платном а закрилца су била од алуминијума покретана хидрауликом.
Репне површине су класичне састоје се од три стабилизатора (један вертикални и два хоризонтална) елипсастог су облика. Конструкција свих фикснох елемената репних површина је иста: цевасти челични оквир и челичне цеви као ребра а облога је од импрегнираног платна. Кормило правца са великом компезационом површином је направљено од челичних цеви и обложено платном. Кормила дубине су направљена такође од челичних цеви обложена платном.
Авион Авија B-135 је био опремљен увлачећим стајним трапом. Састојао се од две независне предње ноге са уљнопнеуматским амортизером и балон гумама и смоуправљиви гумени тачак испод репа авиона. Ноге стајног трапа су биле причвршћене за предње рамењаче крила и увлачиле су се у крилне дупље од трупа ка крајевима крила. Увлачење ногу стајног трапа се обављало хидрауличним путем. Репни точак се такође у току лета увлачио у труп авиона.

## Наоружање
Авион је био наоружан са два синхронизована митраљеза Збројевка vz. 30 калибра 7,92 mm, постављена у трупу авиона а гађала су кроз обртно поље елисе. Поред овога имао је још и топ Ikaria MG FF калибра 20 mm, чија је цев пролазила кроз вратило елисе.
| Наоружање авиона: Авија        |                     |
| Ватрено (стрељачко) наоружање  |                     |
| Топ                            |                     |
| Број и ознака топа             | Ikaria MG FF        |
| Калибар                        | 20                  |
| Митраљез                       |                     |
| Број и ознака митраљеза        | 2 x Zbrojevka vz.30 |
| Калибар                        | 7,92                |
| Бомбардерско наоружање (бомбе) |                     |
| Класичне авио бомбе            | 2 x 50              |
| Укупна маса                    | 100                 |
| Ракетно наоружање (ракете)     |                     |

## Верзије
Произведено је 12 истоветних авиона обог типа.

## Оперативно коришћење
Авиа је скопила уговор са Бугарским краљевским ваздухопловством за испоруку 62 ловца Авија B-135. Дванаест комлетних авиона и 50 авиона у деловима који би се монтирали у Бугарској фабрици и имали ознаку ДАР II. Немачко министарство ваздухопловства је стопирало овај уговор јер је Авиа морала да ради за потребе Луфтвафе (Чешка је већ била окупирана). Пошто је Бугарска била савезник Немачке, допуштено је Авији да Бугарима је испоручи 12 комплетираних авиона Авија B-135 који су стационирани у школи за обуку пилота у Долној Митрополији. Једино ватрено крштење ових авиона се догодило 30. марта 1944. када су четири бугарска ловца Авија B-135 који су били на редовној тренажи, напала бомбардере Б-24 Либератор америчког ваздухопловства који су се враћали са бомбардовања рафинерија нафте у Плоештију у своје базе у Јужној Италији кроз бугарски ваздушни простор. Том приликом је оборен један Б-24.

## Земље које су користиле авион
- Чехословачка
- Бугарска